# Интерконтинентални куп 2004. (фудбал)
Интерконтинентални куп 2004. је била фудбалска утакмица одиграна 12. децембра 2004. између Порта из Португала, побједника УЕФА Лига шампиона 2003/04., и Онсе Калдас из Колумбије, побједника Копа либертадорес 2004. Утакмица је одиграна на Међународном стадиону у Јокохами у Јапану пред 45.748 гледалаца. Утакмица је завршена резултатом 0-0 након продужетака, а након извођења једанаестерац Порто је био бољи резултатом 8-7. Порто је био много бољи током већег дијела меча, а играчи Порта нису имали ни среће, јер су три пута погодили пречку и једном стативу. Нападач Порта Бени Мекарти постигао је два гола током регуларних 90 минута, али су оба гола поништена. Судије су погријешиле када су то учиниле у 60. минуту, јер је гол нападача Порта био потпуно регуларан. Бени Мекарти је био највећа опасност по гол Онсе Калдаса, али се у неколико наврата истакао голман колумбијске екипе Енао. Колумбијска екипа није имала изразитих прилика за гол, осим шута Џона Вијафаре у 44. минуту, када је лопта прохујала поред стативе гола Витора Баије. Иако једини играч Порта који је промашио једанаестерац, Маниш је проглашен за играча утакмице. Порту је ово био други наступ, док је тим Онсе Калдас дебитовао. Ово је уједно и посљедњи одиграни Интерконтинентални куп.

## Детаљи меча
| Порто Португал                                                                                              | 0–0 (п. с. н.) | Колумбија Онсе Калдас                                                                |
| --- | -------------- | ------------------------------------------------------------------------------------ |
| |                |                                                                                      |
| Пенали |                |                                                                                      |
| Дијего · Карлос Алберто · Кварежма · Маниш · Мекарти · Костиња · Жорж Кошта · Рикардо Кошта · Педро Емануел | 8–7            | Ванегас · Алкасар · Виафра · Де Нигрис · Фабро · Веласкез · Дијаз · Катањо · Гарсија |

| ФК Порто | ФК Онсе Калдас |

| GK               | 99 | Витор Баија      |          | 104’ |
| CB               | 2  | Жорж Кошта (к)   | 79’      |      |
| CB               | 3  | Педро Емануел    |          |      |
| CB               | 5  | Рикардо Кошта    |          |      |
| RM               | 22 | Јуркас Ситаридис | 85’      |      |
| CM               | 6  | Костиња          |          |      |
| CM               | 18 | Маниш            |          |      |
| LM               | 11 | Дерлеи           |          | 70’  |
| AM               | 16 | Дијего           | 50’ PSO’ |      |
| CF               | 9  | Луис Фабијано    |          | 78’  |
| CF               | 77 | Бени Макарти     |          |      |
| Замјене:         |    |                  |          |      |
| GK               | 13 | Нуно             |          | 104’ |
| DF               | 7  | Пепе             |          |      |
| DF               | 17 | Жозе Босингва    |          |      |
| MF               | 12 | Сезар Пеишото    |          |      |
| MF               | 19 | Карлос Алберто   |          | 70’  |
| FW               | 10 | Рикардо Кварежма |          | 78’  |
| FW               | 41 | Елдер Постига    |          |      |
| Тренер:          |    |                  |          |      |
| Виктор Фернандез |    |                  |          |      |

| GK                    | 1  | Хуан Карлос Енао     |      |     |
| RB                    | 5  | Рубен Дарио Веласкез |      |     |
| CB                    | 6  | Ролер Камбиндо       |      | 46’ |
| CB                    | 24 | Самуел Ванегас (к)   |      |     |
| LB                    | 14 | Дијего Аранга        | 33’  | 61’ |
| DM                    | 3  | Јхон Виафра          |      |     |
| RM                    | 2  | Мигел Рохас          |      |     |
| CM                    | 16 | Елкин Сото           |      | 98’ |
| LM                    | 22 | Едвин Гарсија        |      |     |
| CF                    | 10 | Хонатан Фабро        | 59’  |     |
| CF                    | 9  | Антонио де Нигрис    | 117’ |     |
| Замјене:              |    |                      |      |     |
| GK                    | 25 | Хуан Карлос Гонзалес |      |     |
| DF                    | 13 | Едгар Катањо         |      | 46’ |
| MF                    | 8  | Леополдо Хименез     |      |     |
| MF                    | 21 | Хавијер Араухо       |      |     |
| FW                    | 7  | Џефри Дијаз          |      | 61’ |
| FW                    | 15 | Херли Алкасар        |      | 98’ |
| FW                    | 17 | Дајро Морено         |      |     |
| Тренер:               |    |                      |      |     |
| Луис Фернандо Монтоја |    |                      |      |     |

| Играч утакмице: Маниш (ФК Порто) Судијски помоћници: Амелио Андино (Парагвај) Винстон Реатеги(Перу) Четврти судија: Тошимицу Јошида (Јапан) |